# Giro di Romagna 1998
Il Giro di Romagna 1998, settantatreesima edizione della corsa, si svolse il 6 settembre 1998 su un percorso di 194,7 km. La vittoria fu appannaggio dell'italiano Michele Bartoli, che completò il percorso in 4h50'37" precedendo i connazionali Germano Pierdomenico e Stefano Checchin.
Sul traguardo di Lugo 62 ciclisti, su 137 partiti dalla medesima località, portarono a termine la competizione.

## Ordine d'arrivo (Top 10)
| Pos. | Corridore            | Squadra                   | Tempo    |
| ---- | -------------------- | ------------------------- | -------- |
| 1    | Michele Bartoli      | Asics - C.G.A.            | 4h50'37" |
| 2    | Germano Pierdomenico | Cantina Tollo-Alexia All. | s.t.     |
| 3    | Stefano Checchin     | Vini Caldirola-Sidermec   | s.t.     |
| 4    | Gerrit Glomser       | Navigare-Gaerne           | s.t.     |
| 5    | Óscar Freire         | Vitalicio Seguros         | s.t.     |
| 6    | Alain Turicchia      | Asics - C.G.A.            | s.t.     |
| 7    | Fabio Sacchi         | Team Polti                | s.t.     |
| 8    | Andrea Ferrigato     | Vitalicio Seguros         | s.t.     |
| 9    | Bo Hamburger         | Casino-Ag2r               | s.t.     |
| 10   | Emmanuel Magnien     | La Française des Jeux     | s.t.     |